# O&K MB 125 N
Die MB 125 N ist eine dieselhydraulische Lokomotive mit Gelenkwellenantrieb des Herstellers Orenstein & Koppel, die für den Einsatz auf Werkbahnen und den Rangierdienst konstruiert worden ist.

## Geschichte
Die Fertigung der MB 125 N, die zur vierten Nachkriegs-Generation von Orenstein & Koppel gehört und innerhalb dieser die leistungsschwächste Lokomotive bildet, dauerte von 1970 bis 1973 an. In dieser Zeit wurden 18 Lokomotiven hergestellt, welche überwiegend von deutschen Kunden geordert wurden. Drei Lokomotiven gingen in die Niederlande, je eine nach Österreich und in die Schweiz. Lokomotiven des Typs MB 125 N waren oder sind unter anderem für Mannesmann, Howaldtswerke-Deutsche Werft, SCA Hygiene Products, Michelin, Rhenus-WTAG, HeidelbergCement und Thyssen Stahl im Einsatz.